# Shirley Hodgson
Shirley Victoria Hodgson (* 22. Februar 1945, geborene Penrose) ist eine britische Genetikerin, sie lehrte als Professorin für die Genetik von Krebs.

## Werdegang
Hodgson ist die Tochter des Genetikers Lionel Penrose und der Ärztin Margaret Leathes. Sie hat drei ältere Brüder: Den Physiker Oliver Penrose, den Mathematiker und Astrophysiker Sir Roger Penrose und den 10-fachen britischen Schachmeister und Psychologen Jonathan Penrose.
Schon als Kind interessierte sie sich für Naturwissenschaften und untersuchte beispielsweise Tierskelette. Sie studierte am Somerville College, Oxford. Anschließend arbeitete sie als Ärztin und später als Stellvertreterin für klinische Genetik am Guy’s Hospital, London. Zwischen 1983 und 1988 arbeitete sie als leitende Oberärztin für klinische Genetik am South Thames (East) Regional Genetics Centre und am Hammersmith Hospital, London. Anschließend arbeitete sie von 1988 bis 1990 am Addenbrooke’s Hospital, Cambridge. In den 1990er Jahren leitete sie den Genetics service des Guy’s and St. Thomas’ Hospital.
Ab 2003 war sie Professorin für die Genetik von Krebs am St. George’s, University of London. Sie ist inzwischen emeritiert.
Seit 1971 ist sie verheiratet mit Humphrey Hodgson, ebenfalls Professor für Medizin an der University College of London Medical School. Sie haben eine Tochter und einen Sohn.
Sie ist Fellow of the Royal College of Physicians und Fellow of the Royal Society of Biology.

## Leistungen
Hodgson hat viele wissenschaftliche Publikationen und mehrere Bücher veröffentlicht. Beispielsweise:
- Shirley V. Hodgson, William D. Foulkes, Charis Eng, Eamonn Maher: A Practical Guide to Human Cancer Genetics. Springer Science & Business Media, 2013, ISBN 978-1-4471-2375-0 (englisch).
- William D. Foulkes, Shirley V. Hodgson: Inherited Susceptibility to Cancer: Clinical, Predictive and Ethical Perspectives. Cambridge University Press, 1998, ISBN 978-0-521-56340-6 (englisch).
- Patrick J. Morrison, Shirley V. Hodgson, Neva E. Haites: Familial Breast and Ovarian Cancer: Genetics, Screening and Management. Cambridge University Press, 2002, ISBN 978-0-521-80373-1.